# 365
365是364与366之间的自然数。

## 数学性质
- 合數，正因數有1、5、73和365。
質因數分解為{\displaystyle 5\times 73}。
- 虧數，真因數和為79，虧度為286。
- 不尋常數，大於平方根的質因數為73。
- 半質數。
- 無平方數因數的數。
- 十进制的等數位數。
- {\displaystyle 365=10^{2}+11^{2}+12^{2}=13^{2}+14^{2}}，而{\displaystyle 10,11,12,13,14}是連續5個正整數。[參⁠ 1]
- 半質數
- 目前仍找不到哪個質數的倒數有365位循環節，但1到364位的均有找到至少一個。

## 在人类文化中
- 一年為365天（閏年為366天）

## 在其它领域中
曾俊華於香港第五屆特首選舉所得的票數。